# 야지마 신야
야지마 신야(일본어: 矢島 慎也, 1994년 1월 18일 ~ )는 일본의 축구 선수로 현재 감바 오사카에서 미드필더로 활약 중이다.

## 선수 경력

### 클럽
2012년 18세의 나이에 우라와 레즈 입단을 통해 프로에 데뷔하여 5시즌간 공식전 47경기 6골을 기록하며 J리그컵 2회 준우승(2011, 2013), J리그 디비전 1 2014 준우승, 2017년 AFC 챔피언스리그 우승에 일조했고 2015년부터 2016년까지는 J2리그의 파지아노 오키야마에서 임대 선수로 활동하며 공식전 80경기 13골을 기록했다.
2018 시즌 종료 후 감바 오사카로 트레이드되어 이적 후 첫 시즌에는 1군에서 4경기 출장에 그쳤고 2군에서 J3리그 9경기를 소화하다가 같은 해 베갈타 센다이로 임대 이적하여 공식전 8경기 1골을 기록하며 베갈타 센다이의 일왕배 준우승에 일조한 뒤 2019 시즌을 앞두고 감바 오사카로 복귀하여 J1리그 2020 준우승, 2020년 일왕배 준우승에 기여했다.

### 국가대표팀
그는 2013년 AFC U-22 축구 선수권 대회, 2014년 아시안 게임에 참가할 일본 국가대표팀에 발탁되었다.
2016년 AFC U-23 챔피언십에도 출전하여 라이벌 대한민국과의 결승전에서 1-2로 끌려가던 후반 23분 동점골을 터뜨리며 팀의 사상 첫 AFC U-23 아시안컵 우승 및 6회 연속 올림픽 본선 진출을 도왔다. 올림픽에도 출전, 3경기에 출전, 1득점을 넣었다.

## 수상

### 클럽
우라와 레즈
- J1리그 : 준우승 (2014)
- J리그컵 : 준우승 (2011, 2013)
- AFC 챔피언스리그 : 우승 (2017)

베갈타 센다이
- 일왕배 : 준우승 (2018)

감바 오사카
- J1리그 : 준우승 (2020)
- 일왕배 : 준우승 (2020)

### 국가대표팀
일본 U-23
- AFC U-23 아시안컵 : 우승 (2016)